# Іхтіоліт

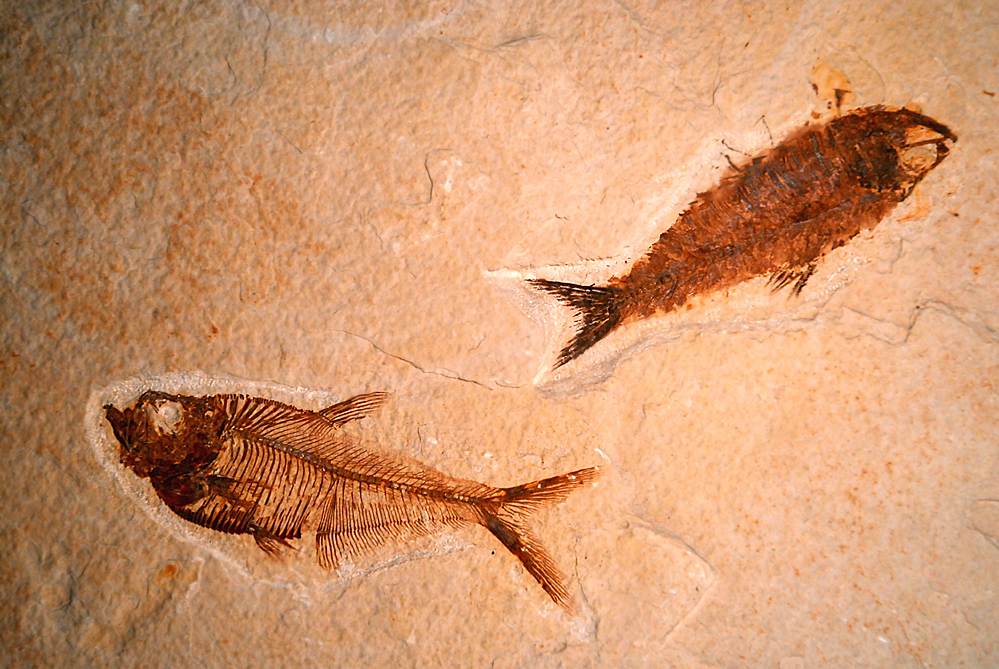
Скам'янілості Diplomystus (зліва) та Knightia (справа)

Іхтіоліт (англ. Ichthyolith, «fish-rock») — гірська порода, яка містить залишки викопних риб, зокрема їхню луску, зуби тощо.
Цей термін був запропонований Дойлом, Кеннеді та Ріделом (1974) для позначення «решток риб'ячих скелетів». Термін «стратиграфія», запропонований у тій же статті для часових зв'язків іхтіолітів, не набув поширення.